# Arcalod
Arcalod – szczyt w Préalpes de Savoie, części Alp Zachodnich. Leży we wschodniej Francji w regionie Owernia-Rodan-Alpy. Jest najwyższym szczytem w Massif des Bauges.